# João Capistrano de Abreu
João Capistrano de Abreu (Maranguape, 23 ottobre 1853 – Rio de Janeiro, 13 agosto 1927) è stato uno storico brasiliano.
Uno dei primi storici significativi del Brasile, produsse inoltre opere in ambito etnografico e linguistico. La sua produzione è caratterizzata da una rigorosa analisi delle fonti e una visione critica dei fatti storici, superando qualitativamente e per impostazione scientifica quella, pur importante, di Francisco Adolfo de Varnhagen.

## Biografia
João Capistrano Honório de Abreu nacque nella cittadina di Maranguape, Ceará, il 23 ottobre del 1853. Compiuti i suoi primi studi, si recò nel 1869 a Recife dove ebbe modo di approfondire le sue cognizioni in varie materie umanistiche. Ritornò nel Ceará due anni dopo. A Fortaleza, fu uno dei fondatori dell'Academia Francesa, organizzazione culturale e luogo di discussione, di orientamento progressista e anticlericale, che rimase in attività tra il 1872 ed il 1875.
In quest'ultimo anno, si recò a Rio de Janeiro per collaborare con l'Editora Garnier. Dimorava in un'abitazione nel quartiere di Botafogo in una via che oggi porta il suo nome. In seguito ad un concorso pubblico gli venne attribuito l'incarico di bibliotecario presso la Biblioteca Nacional do Brasil durante la gestione di Ramiz Galvão. Nel 1879 fu nominato funzionario della da Biblioteca Nacional. Successivamente diede lezioni di corografia e storia del Brasile nel Colégio Pedro II, ricevendo tale incarico in seguito ad un altro concorso in occasione del quale presentò una tesi sulla scoperta del Brasile e sul suo sviluppo nel XVI secolo. 
Il suo interesse principale fu la storia coloniale brasiliana, che analizzò considerando aspetti geografici, climatici e socio-economici. Morì a Rio de Janeiro, all'età di 73 anni, il 13 agosto del 1927.

## Opere
- 1878 – Estudo sobre Raimundo da Rocha Lima
- 1878 – José de Alencar
- 1883 – O descobrimento do Brasil
- 1883 – A Geografia fisica do Brasil
- 1895 – A lingua dos bacaeris
- 1907 – Capitulos da história colonial
- 1911–1912 – Dois documentos sobre Caxinauás 1911–1912
- 1930 – Os Caminhos Antigos e o Povoamento do Brasil
- 1931-33 – Ensaios e Estudos (postuma)
- 1954 – Correspondência (postuma)